# Jan Matthys (regisseur)

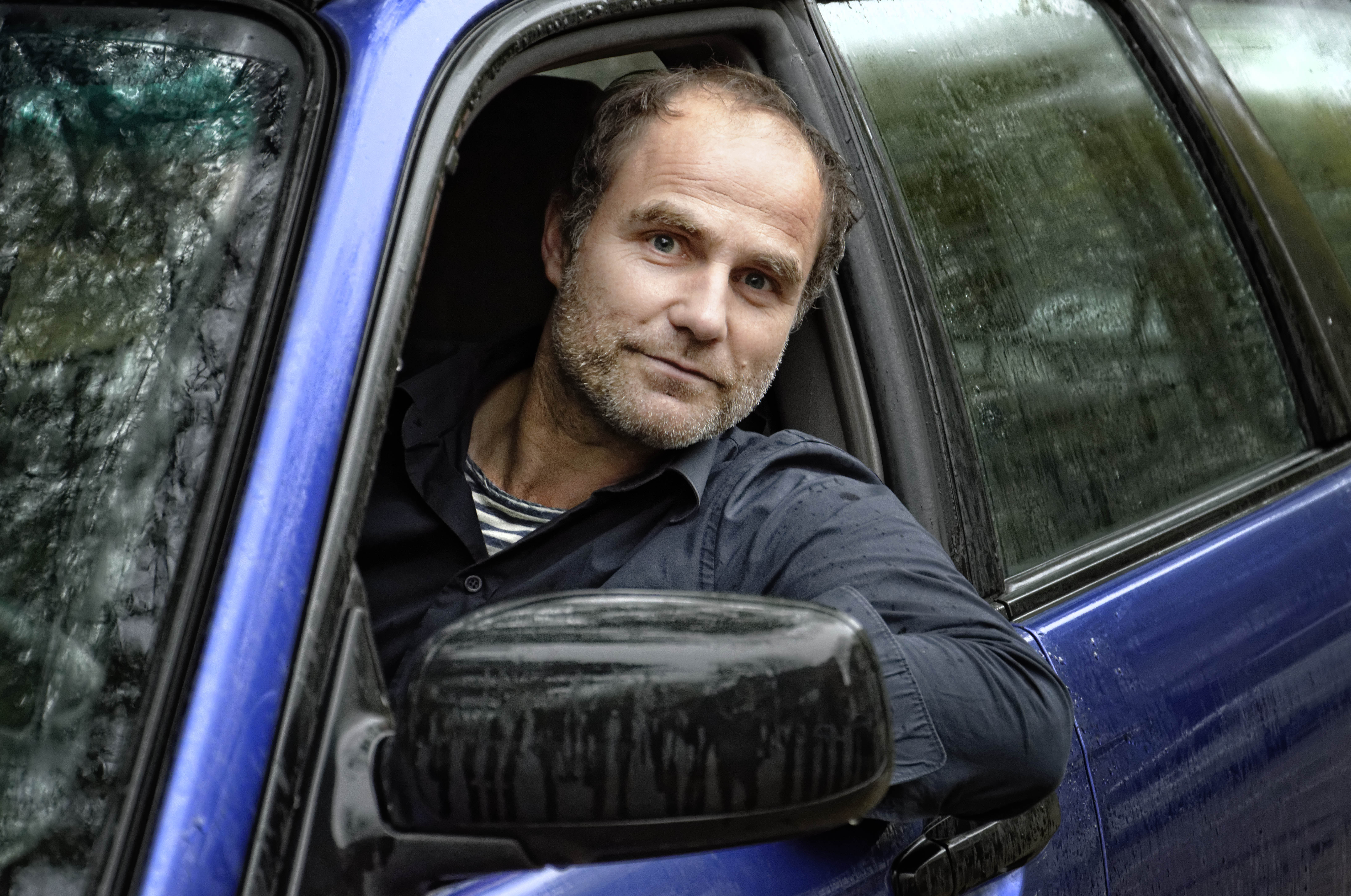
Jan Matthys aan het stuur, nov. 2013.

Jan Matthys (1968) is een Vlaams televisieregisseur.

## Carrière
Hij werkte als regisseur mee aan volgende producties:
- Bagage: a spiritual travel (2000)
- Zalm voor Corleone (2001)
- De Bende van Wim (2002)
- Aspe (2004)
- Het Bourgondisch complot (2005)
- Kinderen van Dewindt (2005)
- Katarakt (2007)
- De Smaak van De Keyser (2008)
- Hartelijke groeten aan iedereen (2008 - 2009)
- Code 37, drie afleveringen (2011)
- De 5e boog 10 afleveringen (2010)
- De zonen van Van As, dertien afleveringen (2011)
- Quiz Me Quick, tien afleveringen (2012)
- In Vlaamse velden, tien afleveringen (2013)
- Shetland, drie afleveringen (2016)
- Our Girl, drie afleveringen (2016)
- Vele hemels boven de zevende, bioscoopdebuut (2017)
- The Last Kingdom, twee afleveringen (2018)
- Baptiste (televisieserie), drie afleveringen (2019)
- GR5 (2020)
- Vikings Walhalla